# Ctenopelma rufiventre
Ctenopelma rufiventre là một loài tò vò trong họ Ichneumonidae.